# Dinemoura latifolia
A Dinemoura latifolia az állkapcsilábas rákok (Maxillopoda) osztályának a Siphonostomatoida rendjébe, ezen belül a Pandaridae családjába tartozó faj.

## Tudnivalók
Tengeri élőlény, amely az Észak-Atlanti-óceán mindkét partjának közelében, valamint Új-Zéland vizeiben fordul elő. Mint sok más rokona, a Dinemoura latifolia is élősködő életmódot folytat. A gazdaállatai a következők: fehér cápa (Carcharodon carcharias), röviduszonyú makócápa (Isurus oxyrinchus), kékcápa (Prionace glauca), közönséges kutyacápa (Galeorhinus galeus) és holdhal (Mola mola).